# Evezés az 1956. évi nyári olimpiai játékokon
Az 1956. évi nyári olimpiai játékokon az evezésben hét versenyszámban osztottak érmeket.

## Éremtáblázat
(A rendező ország csapata eltérő háttérszínnel, az egyes számoszlopok legmagasabb értéke, vagy értékei vastagítással kiemelve.)
| Az 1956. évi nyári olimpiai játékok éremtáblázata evezésben | Az 1956. évi nyári olimpiai játékok éremtáblázata evezésben | Az 1956. évi nyári olimpiai játékok éremtáblázata evezésben | Az 1956. évi nyári olimpiai játékok éremtáblázata evezésben | Az 1956. évi nyári olimpiai játékok éremtáblázata evezésben | Olimpia  |
| ----------------------------------------------------------- | ----------------------------------------------------------- | ----------------------------------------------------------- | ----------------------------------------------------------- | ----------------------------------------------------------- | -------- |
|                                                             | Ország                                                      | Arany                                                       | Ezüst                                                       | Bronz                                                       | Összesen |
| 1.                                                          | Egyesült Államok (USA)                                      | 3                                                           | 2                                                           | 1                                                           | 6        |
| 2.                                                          | Szovjetunió (URS)                                           | 2                                                           | 1                                                           | 1                                                           | 4        |
| 3.                                                          | Kanada (CAN)                                                | 1                                                           | 1                                                           | 0                                                           | 2        |
| 4.                                                          | Olaszország (ITA)                                           | 1                                                           | 0                                                           | 0                                                           | 1        |
|                                                             |                                                             |                                                             |                                                             |                                                             |          |
| 5.                                                          | Ausztrália (AUS)                                            | 0                                                           | 1                                                           | 2                                                           | 3        |
| 6.                                                          | Egyesült Német Csapat (EUA)                                 | 0                                                           | 1                                                           | 0                                                           | 1        |
| 6.                                                          | Svédország (SWE)                                            | 0                                                           | 1                                                           | 0                                                           | 1        |
|                                                             |                                                             |                                                             |                                                             |                                                             |          |
| 8.                                                          | Ausztria (AUT)                                              | 0                                                           | 0                                                           | 1                                                           | 1        |
| 8.                                                          | Finnország (FIN)                                            | 0                                                           | 0                                                           | 1                                                           | 1        |
| 8.                                                          | Franciaország (FRA)                                         | 0                                                           | 0                                                           | 1                                                           | 1        |
|                                                             |                                                             |                                                             |                                                             |                                                             |          |
| Összesen                                                    | Összesen                                                    | 7                                                           | 7                                                           | 7                                                           | 21       |

## Érmesek
| Az 1956. évi nyári olimpiai játékok érmesei evezésben | | | |
| Versenyszám                                           | Arany | Ezüst | Bronz |
| Egypárevezős                                          | Vjacseszlav Ivanov · Szovjetunió (URS) | Stuart MacKenzie · Ausztrália (AUS) | John B. Kelly, Jr. · Egyesült Államok (USA) |
| Kétpárevezős                                          | Szovjetunió (URS) · Alekszandr Berkutov · Jurij Tyukalov | Egyesült Államok (USA) · Bernard Costello · James Gardiner | Ausztrália (AUS) · Murray Riley · Mervyn Wood |
| Kormányos nélküli kettes                              | Egyesült Államok (USA) · James Fifer · Duvall Hecht | Szovjetunió (URS) · Igor Buldakov · Viktor Ivanov | Ausztria (AUT) · Alfred Sageder · Josef Kloimstein |
| Kormányos kettes                                      | Egyesült Államok (USA) · Arthur Ayrault · Conn Findlay · Armin Seiffert                                                                                                  | Egyesült Német Csapat (EUA) · Karl-Heinrich von Groddeck · Horst Arndt · Rainer Borkowsky                                                                               | Szovjetunió (URS) · Igor Jemcsuk · Georgij Zsilin · Vlagyimir Petrov                                                                                           |
| Kormányos nélküli négyes                              | Kanada (CAN) · Archibald McKinnon · Lorne Loomer · Walter D'Hondt · Donald Arnold                                                                                        | Egyesült Államok (USA) · John Welchli · John McKinlay · Arthur McKinlay · James McIntosh                                                                                | Franciaország (FRA) · René Guissart · Yves Delacour · Gaston Mercier · Guy Guillabert                                                                          |
| Kormányos négyes                                      | Olaszország (ITA) · Alberto Winkler · Romano Sgheiz · Angelo Vanzin · Franco Trincavelli · Ivo Stefanoni                                                                 | Svédország (SWE) · Olle Larsson · Gösta Eriksson · Ivar Aronsson · Evert Gunnarsson · Bertil Göransson                                                                  | Finnország (FIN) · Kauko Hänninen · Reino Poutanen · Veli Lehtelä · Toimi Pitkänen · Matti Niemi                                                               |
| Nyolcas                                               | Egyesült Államok (USA) · Thomas Charlton · David Wight · John Cooke · Donald Beer · Caldwell Esselstyn · Charles Grimes · Rusty Wailes · Robert Morey · William Becklean | Kanada (CAN) · Philip Kueber · Richard McClure · Robert Wilson · David Helliwell · Donald Pretty · William McKerlich · Douglas McDonald · Lawrence West · Carlton Ogawa | Ausztrália (AUS) · Michael Aikman · David Boykett · Angus Benfield · James Howden · Garth Manton · Walter Howell · Adrian Monger · Bryan Doyle · Harold Hewitt |